# Annibale Sterzi
Annibale Sterzi (Salerno, 1º gennaio 1915 – Malta, 26 maggio 1942) è stato un militare e aviatore italiano, asso dell'aviazione nel corso della seconda guerra mondiale con sei vittorie accertate, decorato di Medaglia d'oro al valor militare alla memoria.

## Biografia

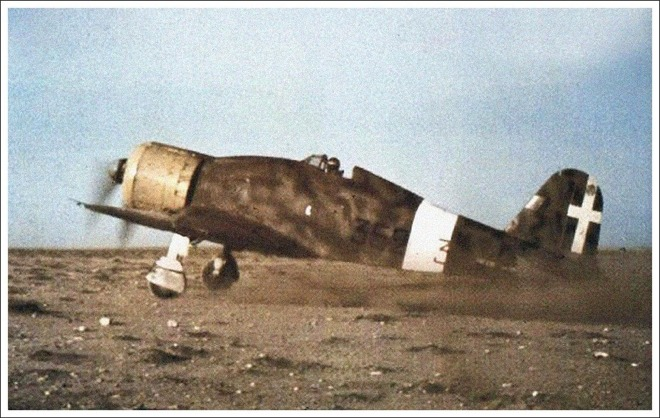
Un caccia Fiat G.50 Freccia in decollo da un campo d'aviazione della Cirenaica.

Profilo di un Reggiane Re.2001 appartenente alla 362ª Squadriglia, 22º Gruppo, 52º Stormo di base in Sicilia nel 1942.

Nacque a Salerno il 1 gennaio 1915. Arruolatosi nella Regia Aeronautica  nel 1932 iniziò a frequentare la Regia Accademia Aeronautica di Caserta, Corso Marte, da cui uscì con il grado di sottotenente pilota in servizio permanente effettivo nel 1934. L'anno successivo divenne pilota militare, e fu assegnato alla specialità bombardamento, prestando successivamente servizio 15º e poi nell'11º Stormo Bombardamento Terrestre. Promosso tenente nell'aprile 1936 fu trasferito in servizio al 4º Stormo Caccia Terrestre nell'aprile 1937. Nell'aprile 1938 partì volontario per combattere nella guerra di Spagna, in forza al XXIII Gruppo dell'Aviazione Legionaria, distinguendosi particolarmente, tanto da conseguire una vittoria aerea e venire decorato con due Medaglie d'argento al valor militare. Ritornò in Italia nel febbraio 1939 fu promosso capitano qualche tempo dopo. Trasferito in forza al 52º Stormo Caccia Terrestre, all'atto dell'entrata in guerra del Regno d'Italia, avvenuta il 10 giugno 1940, assunse il comando della 358ª Squadriglia del 22º Gruppo CT, equipaggiato con i velivoli Fiat G.50 Freccia, partecipando marginalmente alle operazioni sul fronte occidentale. Il 16 dicembre la squadriglia entrò a far parte del 2º Gruppo Autonomo C.T. e il 21 dello stesso mese partì per la Libia, dove arrivò sul campo d'aviazione di Castelbenito il giorno 23. Rimase in Africa Settentrionale fino al luglio 1941, conseguendo ulteriori tre vittorie aeree. Il 25 gennaio 1941 abbatte un caccia Gloster Gladiator su Mechili, il 22 aprile un Hawker Hurricane nella zona di Tobruk, e il 16 giugno un altro Hurricane nella zona di Sidi Omar. Il suo reparto ritornò in Italia, basandosi a Ravenna, per effettuare la conversione sui nuovo cacciabombardieri Reggiane Re.2001. Rientrato in servizio con la sua squadriglia nel marzo 1942, conseguì altre due vittorie nel corso delle operazioni sull'isola di Malta. Il 15 maggio abbatte un caccia Supermarine Spitfire sui cieli di Malta, cui ne seguì un secondo il 25 maggio.
Cadde in combattimento il giorno successivo nel corso di una missione di scorta ai bombardieri sull'isola di Malta. Quando il suo aereo fu colpito da uno Spitfire decise di lanciarsi con il paracadute, che però si aprì solo parzialmente tanto che il suo corpo toccò violentemente terra vicino a Luqa. Il relitto dell'aereo precipitò al suolo in un campo vicino a Ghaxaq. 
Per onorarne il coraggio fu decretata la concessione della Medaglia d'oro al valor militare alla memoria. Una via di Fiumicino e un largo a Salerno portano il suo nome.

### Fonti
1. 1 2 3  Ufficio Storico dell'Aeronautica Militare 1969, p. 268.
2. 1 2  Combattenti Liberazione.
3. 1 2 3 4 5 6 7 8 9  Surfcity.
4. ↑  Ufficio Storico dell'Aeronautica Militare 1977, p. 172.
5. ↑  Dunning 1988, p. 29.
6. ↑  Dunning 1988, p. 20.
7. ↑  Bollettino Ufficiale 1944, suppl.2, pag.4 e Bollettino Ufficiale 1959, suppl.7, pag.8.